# Cannabis au Cameroun
Le cannabis au Cameroun est illégal ; la drogue est appelée localement banga.

## Usage médical
Au Cameroun, les femmes écrasaient traditionnellement les feuilles de cannabis et les appliquaient sur l'abdomen pour soulager les douleurs des femmes en travail, inséraient du cannabis dans le vagin pour maintenir une friction sèche pour leur amant, et mélangeaient du cannabis avec de l'huile comme tonique capillaire pour stimuler la croissance des cheveux.
En 2001, la BBC a annoncé que le Cameroun légaliserait le cannabis médicinal, mais importerait son approvisionnement du Canada.

## Trafic
L'aéroport de Douala et l'aéroport de Yaoundé ont servi de centres de transit pour l'exportation de cannabis vers l'Europe, à la fois du cannabis produit localement ainsi que des produits de la République démocratique du Congo et du Nigeria.